# Società Chimica Italiana
Die Società Chimica Italiana ist die Fachgesellschaft und Interessensvertretung der Chemiker Italiens. Die „Italienische Chemische Gesellschaft“ hat ihren Sitz in Rom.

## Geschichte
Italienische Chemiker waren im 19. Jahrhundert in einer Reihe von wissenschaftlichen Gesellschaften vertreten: Zunächst in der 1839 in Pisa gegründeten Società Italiana per il Progresso delle Scienze, dann auch in verschiedenen chemisch-pharmazeutischen Gesellschaften in Turin (gegründet 1852), Mailand (1861), Florenz (1877), Messina und Rom (1880). Im Jahr 1870 scheiterte in Florenz der Versuch, eine nationale chemische Gesellschaft einzurichten, man einigte sich aber auf die Gründung der Fachzeitschrift Gazzetta Chimica Italiana, die im folgenden Jahr erstmals erschien.
1895 entstand in Mailand die Società Chimica di Milano, 1899 in Turin die Associazione Chimica Industriale und 1902 in Rom die Società Chimica di Roma. 1909 schlossen sich die beiden Gesellschaften in Mailand und Rom zur Società Chimica Italiana zusammen, bei der er sich jedoch eher um einen Dachverband handelte. Die Gesellschaft in Mailand stellte ihr Annuario zugunsten der römischen und nunmehr gemeinsamen Fachzeitschrift ein. 1910 schloss sich der neuen Gesellschaft auch die Società Chimica di Napoli an.
Nachdem sich 1919 die drei Gesellschaften in Mailand, Rom und Neapel wieder verselbständigt hatten, gründete man 1929 die Associazione Italiana di Chimica, aus der dann 1947 die neue und bis heute bestehende Società Chimica Italiana entstand.

## Aktivitäten
Die Gesellschaft fördert die Forschung auf allen Gebieten der Chemie, verbreitet wissenschaftliche Kenntnisse, fördert das Studium der Chemie an Schulen und Hochschulen und dient den Wissenschaften im Allgemeinen. Zu diesen gemeinnützigen Zwecken veranstaltet die Gesellschaft, auch über ihre regionalen Sektionen und Fachgruppen, Kurse, Seminare und Kongresse und unterstützt Forschungsarbeiten und Studien. Seit 1984 veranstaltet sie an italienischen Oberschulen die sogenannten „Chemischen Spiele“, die unter den Schülern das Interesse für die Chemie stärken sollen. Die Spiele bilden auch das Auswahlverfahren für die italienische Beteiligung an der Internationalen Chemieolympiade.

## Publikationen
Die Gazzetta Chimica Italiana wurde 1998 mit Fachzeitschriften aus anderen europäischen Ländern zum European Journal of Organic Chemistry und zum European Journal of Inorganic Chemistry fusioniert. Verblieben ist die Zeitschrift La Chimica & l'Industria mit der Beilage Il Chimico Italiano.

## Preise
Für besondere wissenschaftliche Leistungen verleiht die Gesellschaft eine Reihe von Preisen in der Form von Medaillen, die nach italienischen Chemikern wie Stanislao Cannizzaro, Domenico Marotta, Emanuele Paternò, Giulio Natta, Raffaele Piria, Amedeo Avogadro, Enzo Tiezzi, Ivano Bertini und anderen benannt sind.